# Старобільський краєзнавчий музей
Старобільський краєзнавчий музей — краєзнавчий міський музей, відділ Луганського обласного краєзнавчого музею у місті Старобільську Луганської області. Осередок культурно-просвітницької діяльності, заклад культури міста та району.
Адреса: 92700, місто Старобільськ, вулиця Гімназична, 53. Директор музейного закладу — Kizaru. Головний зберігач — Зубар Тетяна Андріївна. Музей працює щодня з 9:00-17:00, вихідні дні — понеділок, вівторок.

## Історія
Музей Старобільського краю був однією з небагатьох установ, що входили до списку музеїв, які утримувалися державним коштом, і перебував у безпосередньому підпорядкуванні Головного управління політосвітньої робо-ти НКО УСРР (Головполітосвіта). Він знаходився у м. Старобільську на вул. Володарського у Будинку селянина ім. Леніна. Директором музею було призначено Якова Петровича Симоніва.
Час заснування музею Старобільського краю відносить нас до 1919 ро-ку, проте кропіткий архівний пошук дав змогу відшукати архівні відомості, які дають підставу стверджувати, що музей існував уже 1917 року. На початковому етапі він був сформований та функціонував як "Музей учбових наочних приладів" і мав за основну мету своїми наочними приладами обслуговувати освітні заклади в окрузі, але на початку 1920-х років значно розширює сферу своєї діяльності завдяки краєзнавчому ухилу.
У середині 1920-х років музей Старобільського краю вже закінчив процес становлення і набув статусу музею краєзнавчого профілю, продовжуючи й просвітницьку діяльність. 
До структури музею входили такі відділи:
- природничий;
- культурно-історичний;
- економічний. 
- пересувний відділ;
- відділ наочно-шкільних підручників;
- хімічна лабораторія;
- метеорологічна станція;
- краєзнавчий гурток. 
Старобільська школа лікнепу регулярно користувалася бібліотекою музею, яка налічувала 760 екземплярів книжок, зокрема шкільних підручників.
Розташування музею в аграрному краї позначалося на його діяльності, визначало її особливості у формуванні експозиції. Відвідувачами музею переважно були селяни, тому основними завданнями музею стало розповсюдження знань про місцевий край з широким використанням наочних експонатів. До складу фондів музею ввійшли експонати та матеріали, які характеризували клімат, ґрунти, геологію краю, флору та фауну регіону. Експонати розміщувалися в спеціальних скляних шафах.
Основою екскурсійних груп музею було місцеве населення. Тільки за період 1924–1925 звітного року до музею завітало 14606 відвідувачів у складі 70 екскурсій. Їм надавалися пояснення стосовно виставлених експонатів та проводилися лекції на такі основні теми: 1) значення музею у справі вивчення місцевого краю; 2) корисні копалини Старобільської округи; 3) погода, її вивчення та кліматичні умови нашого краю; 4) породи лісів Старобільської округи. 
Незважаючи на значні досягнення музею на просвітницькій ниві, він потерпав від характерних для того часу проблем – мізерного фінансування та обмеженого штату. Всього на початковому етапі було три штатних працівники музею: директор (з місячною оплатою 58,12 крб), один музейний працівник (з зарплатнею 31,25 крб) та один технічний – 13,75 крб. На задоволення поточних потреб музею на рік виділялося менш ніж 600 карбованців: на навчальну частину – 270 крб, господарські витрати – 215 крб, придбання інвентарю – 100 крб, а на краєзнавче обстеження краю кошти не виділялися взагалі.
1927–1928 звітний рік не приніс істотних позитивних змін у діяльності музею. Умови праці в зимовий період були надзвичайно складними – відсут-ність опалення призвела до того, що середня температура в приміщенні не була вищою за 3–5 градусів тепла, а брак фінансування навчальної частини на деякий час примусили поставити заклад на консервацію. Проте, незважаючи на істотні труднощі, колектив музею продовжував свою роботу. Він був відкритий для відвідувачів 230 днів на рік, його відвідало більше 26 тисяч чоловік, було проведено 15 лекцій, на яких були присутні 1982 слухачі.
Тривала й робота зі збору експонатів – протягом 1928 року фондова колекція музею збагатилася на 54 експонати. Коли дозволяли погодні умови, проводилася робота з консервації матеріалів у формаліні, муміфікація форма-ліном. Для збереження чучел та одягу використовувався нафталін, камфора, камера з формаліновими парами, просушка та провітрювання. Не припиняли-ся й роботи з інвентаризації та каталогізації музейних експонатів.
Наприкінці 1928 року ситуація з фінансуванням музею загострилася, на поповнення його експонатами було виділено лишень 41 карб., 76 коп., і музей поступово почав перетворюватися на виставку. Для поліпшення ситуації окружна інспектура народної освіти (окріно) була вимушена скоротити і без того нечисленний штат ще на одну одиницю – препаратора. Таким чином, єдиним працівником музею залишився його директор.
Усі ці деструктивні процеси проходили на тлі підвищення популярності музею серед місцевого населення. 1926–1927 звітного року заклад відвідало 35481 чоловік, 1927–1928-го – 26081. Незважаючи на критичне скорочення штату та площі музею, на 1928–1929 рік було заплановано реорганізацію еко-номічного відділу, розгортання і поповнення сільськогосподарського відділу музею з метою висвітлення колективізації населення округи, засобів поліп-шення сільського господарства, пожвавлення роботи з вивчення корисних ко-палин краю. В етнографічному відділі планувалося скласти мапу національно-го складу населення округи, взяти участь в етнографічних експедиціях, які мав проводити в окрузі Харківський музей українського мистецтва, та в археологічних експедиціях Харківського археологічного музею. Планувалася роз-робка зоологічного краєзнавчого матеріалу, складання зоологічної та археоло-гічної мапи краю.
Теми лекцій задовольняли потреби в інформації саме місцевого сільського населення: "Чистосортне насіння та його значення для сільськогосподарської продукції", "Чим та як хворіють рослини та засоби боротьби з цими хворобами", "Ранній пар у наших кліматичних умовах", "Боротьба зі шкідниками у зимовий період", "Культури для експортування та що дає для цього наша округа", "Птахівництво в нашій окрузі" та інші.
У 1926 році, згідно із загальнодержавною антирелігійною кампанією, була створена окружна антирелігійна комісія для перевірки культового майна в молитовних будинках Старобільської округи, яка поклала собі за мету вилучення культових цінностей, що мали історичну, художню чи археологічну цінність. До комісії увійшли представники окружного адміністративного відділу, агітпропу, окружного відділу народної освіти, окружного відділу ДПУ та музею.
У тісному контакті з місцевим архівним управлінням провадилася робота з поповнення експонатами музейного відділу історії революційного руху на Старобільщині, готувалося відкриття антирелігійної виставки, яка згодом увійшла до екскурсійних маршрутів.
Проте невдовзі директора музею з багаторічним стажем роботи на цій посаді змінила М. С. Тімашева. Новий директор, попри те, що залишилася в штаті сама, все ж продовжила музейну роботу, але, зрозуміло, її кваліфікації для цього було недостатньо. І, як зазначає у своєму листі до музейної секції Народного комісаріату освіти М. Тімашева, обліку та вилучення культового майна з молитовних будинків округи музей не велося через відсутність спеціаліста, який міг би проводити експертизу науково-історичної цінності предме-тів, та ще й коштів на ці заходи.
Незважаючи на те, що музей мав суто місцеве значення, були встановлені творчі наукові зв’язки з такими установами, як Центральне бюро краєзнавства в Ленінграді, Український комітет краєзнавства, Всеукраїнський археологічний комітет, харківські Археологічний музей та Музей українського мистецтва, Кабінет антропології та етнології імені Ф. Вовка при ВУАН і Державний соціальний музей Донбасу.
Поступово музей набував ваги місцевого осередку екскурсійної роботи в Старобільській окрузі. 1928 року за ініціативою музею були розроблено положення про внутрішньоокружні екскурсії на Старобільщині за шістьма затвердженими маршрутами. Приміром, маршрут № 1 містив у собі оглядову історичну екскурсію містом Старобільськ з відвідуванням краєзнавчого музею, постійної антирелігійної виставки, центральної бібліотеки, школи моло-дих кустарів, електростанції, а на завершення екскурсії пропонувався відпо-чинок у сосновому бору на річці Айдар.
Як бачимо, музей поступово розвивався, займався фондовою, експози-ційною, лекційною та екскурсійною роботою. Через обмежений штат не мав змоги проводити пам’яткоохоронну роботу, що потребувала спеціальних про-фесійних знань, навичок та вмінь. Це підтверджує і подальше листування окружного виконавчого комітету з Упрнаукою.
Завдяки проведеним у період з 1924 до1931 рокам археологічним, мистецьким та етнографічним дослідженням на території Старобільської округи вдалося виявити пам’ятки археології, архітектури та мистецтва, які згодом були взяті на державний облік. Уже 1928 року в реєстр пам’яток було включено чотири пам’ятки архітектури, виключно культові споруди, три з яких були дерев’яні: у селах Трьохізбенка (Покровська церква), Боровеньки (Миколаївська церква), Безгинівка (Казанська церква) та цегляний собор у м. Старобільську. 
Після Другої світової війни музей було відновлено на громадських засадах у 1956 році. Наступного року музей набув статусу музею на правах відділу обласного краєзнавчого музею.

## Фонди та експозиція
Обсяг фондів становить 3414 одиниць зберігання музейних предметів, у тому числі 2585 одиниць зберігання документів з паперовими носіями (1887—2006 років) та 829 фотодокументів (1886—2004 років) — групові, видові фотографії, фотопортрети людей, які зробили внесок в історію регіону. Науково-довідкова бібліотека налічує понад 50 примірників довідкової, громадсько-політичної та історичної літератури.
Фондоутворювачі музею: підприємства і організації, особи, які проживали у Старобільському районі і брали участь у творенні історії Старобільщини — П. М. Сикало, Є. В. Биховський, С. М. Шокотов, М. Т. Череватий, М. Г. Григоренко та ін.

### Історична експозиція

#### Нові часи
У фондах музею зберігаються документи з історії міста і населених пунктів Старобільського повіту кінця XIX — початку XXI століть: Свідоцтва, купчі, боргові розписки, розпорядження тощо, що характеризують соціально-економічний розвиток міста і повіту, діяльність земської управи, господарські і земельні відносини, чисельність населення, географічне положення, клімат, розвиток медицини, ветеринарної служби, забезпечення водою із артезіанських колодязів, будівництво мостів, будинків, гребель, кількість вулиць, провулків, площ, садів, земельних наділів. Наявні відомості про назви вулиць міста, карти міста і повіту, розвиток сільського господарства, товарообіг, ярмарки, розмежування земель власних володінь, розвиток промисловості, ремесел, народної освіти, будівництво лікарень, кількість крамниць, ціни на хліб. Наявні документи про будівництво і діяльність Деменківського ремісничого училища, кількість народних училищ, учнів і вчителів в них, відкриття Олександрівської і Катерининської гімназій. Зберігаються писемні свідчення про революційні події 1905—1907 років, аграрні безладдя, перших місцевих революціонерів, про будівництво церков, Святоскорбященського жіночого монастиря, відкриття церковно-приходських шкіл.
Міжвоєнний період 1918—1941 років відображено документами і фотографіями встановлення радянської влади в місті і повіті, події громадянської війни, державне радянське будівництво, голодомор, колективізацію, викорінення неписемності, створення повітової партійної і комсомольської організацій, створення перших радянських підприємств, артілей, колгоспів, розвиток соцзмагання, одержання професійної і вищої освіти представниками робітничого і селянського класу, діяльність повітового відділу народної освіти, розвиток спорту. Наявні документи про діяльність Старобільського міського голови Я. В. Буткова, його перші меліоративні заходи щодо запровадження терасних ділянок на схилах крейдяних пагорбів, насадження сосни навколо міста, його участі у озелененні Дніпрогесу і Москви.
Воєнний період 1941—1945 років відображають почесні грамоти, подяки, листи з фронту, довідки, повідомлення про смерть, орденські книжки, посвідчення до медалей, документи про збір коштів у Фонд Оборони, участь в партизанському русі; документи Героїв Радянського Союзу, повних кавалерів Ордена Слави П. М. Сикала, Є. В. Биховського, С. М. Шокотова, М. П. Череватого, М. Г. Григоренка та інших; матеріали про окупаційний період, звільнення Старобільщини та відбудову міста і району; документи про відкриття препарату пеніциліну Т. І. Бальзіною у 1942 році.
Післявоєнний період 1946—1991 років представлено свідоцтвами про відбудову міста і району, документами переможців соцзмагань, трудових вахт, делегатів з'їздів усіх рівнів, партійних, комсомольських і радянських установ.

### Фауністична експозиція
Переважна кількість експонатів фауністичного розділу експозиції — мисливська фауна, властива для регіону Старобільських степів. Частина представлених в експозиції видів давно зникла в регіоні (наприклад, ведмідь бурий, сайга татарська).